# Floritheca
Floritheca es un género de foraminífero bentónico de la subfamilia Insolentithecinae, de la familia Insolentithecidae, de la Superfamilia Caligelloidea, del suborden Earlandiina y del orden Earlandiida. Su especie tipo es Floritheca variata. Su rango cronoestratigráfico abarca el Lopingiense (Pérmico superior).

## Discusión
Clasificaciones previas hubiesen incluido Floritheca en la familia Archaesphaeridae, de la superfamilia Parathuramminoidea, del suborden Fusulinina y del orden Fusulinida. Clasificaciones más recientes incluyen Floritheca en la subclase Fusulinana de la clase Fusulinata. Inicialmente fue incluido en la familia Caligellidae.

## Clasificación
Floritheca incluye a la siguiente especie:
- Floritheca variata †